# Мартинес, Роберто Хуан
Роберто Хуан Мартинес (25 сентября 1946 года) — аргентинский и испанский футболист, нападающий. Пятикратный чемпион Испании в составе мадридского «Реала».

## Клубная карьера
В 1966—1967 годах играл во втором дивизионе за «Нуэва Чикаго». В 1968—1969 годах играл в чемпионате Мендосы. В 1970 году сыграл 26 матчей и забил 8 голов в Метрополитано 1970 (Аргентина). «Унион» занял 18 место в чемпионате, 6 место в переходном турнире и вылетел во второй дивизион. В 1971 году забил 7 голов за «Банфилд», и в том же году перешёл в «Эспаньол». Первый матч за клуб сыграл 26 сентября 1971 года против «Депортиво» Ла-Корунья (2:0). Первый гол в чемпионате Испании забил 17 октября 1971 года в матче против «Кордобы» (1:3). В чемпионате Испании 1971/1972 сыграл 18 матчей и забил 4 гола, «Эспаньол» занял 12 место в чемпионате. В кубке Испании 1971/1972 «Эспаньол» дошёл до четвертьфинала, Мартинес сыграл 6 матчей и забил 5 голов. В чемпионате Испании 1972/1973 «Эспаньол» занял 3 место и получил право участвовать в Кубке УЕФА 1973/1974. Мартинес сыграл 30 матчей и забил 14 голов в чемпионате, став лучшим бомбардиром команды. В кубке Испании сыграл 3 матча и забил 1 гол, «Эспаньол» выбыл в 1/8 финала. В сезоне 1973/1974 Роберто Мартинес сыграл 27 матчей и забил 6 голов в Примере, «Эспаньол» занял 9 место. В кубке Испании сыграл 4 матча. В кубке УЕФА сыграл 1 матч и забил 1 гол, его команда вылетела в 1/32 финала турнира. В 1974 году перешёл в мадридский «Реал» за 15 миллионов песет. В Примере сыграл 27 матчей и забил 15 голов, «Реал» выиграл турнир. В кубке Испании сыграл 6 матчей и забил 3 гола, «Реал» обыграл мадридский «Атлетико» в серии пенальти и выиграл турнир. В кубке обладателей кубков Мартинес сыграл 5 матчей и забил 4 гола, «Реал Мадрид» проиграл «Црвене Звезде» в 1/4 финала по пенальти. В сезоне 1975/76 во второй раз стал чемпионом Испании, забив 7 мячей в 24 матчах. В кубке Испании сыграл 2 матча и забил 1 гол, «Реал» проиграл «Тенерифе» в 1/8 финала. В кубке чемпионов сыграл 7 матчей и забил 5 голов, в том числе два в ответном матче против «Дерби Каунти» (5:1, д. в.). В сезоне 1976/77 «Реал» занял лишь 9 место в чемпионате, а нападающий забил 10 голов в 21 матче. В Кубке Испании сыграл 1 матч. В кубке европейских чемпионов 1976/1977 сыграл 2 матча. В сезоне 1977/78 Мартинес выиграл третий чемпионат Испании, но забил лишь один мяч в 24 матчах. В сезоне 1978/79 выиграл четвертый чемпионат Испании, забив 4 мяча. В кубке европейских чемпионов 1978/1979 сыграл 1 матч. В сезоне 1979/80 выиграл пятый чемпионат Испании, забив 5 мячей. В кубке европейских чемпионов 1979/80 «Реал» проиграл в полуфинале «Гамбургу», Мартинес сыграл 7 матчей и забил 1 гол. В 1980 году вернулся в «Эспаньол» и забил 10 мячей в Примере. В сезоне 1981/82 4 матча и забил 2 гола в матче против «Вальядолида».

## Сборная Испании
21 февраля 1973 года сыграл первый матч за сборную Испании и забил гол в ворота Греции. Матч отборочного турнира чемпионата мира 1974 года закончился со счётом 3:1 в пользу Испании. 21 октября 1973 года принял участие в отборочном матче против Югославии (0:0). В 1974 году нападающий сыграл в двух отборочных матчах Евро-1976 и забил гол в матче против Дании (2:1).

## Достижения
«Эспаньол»
- Бронзовый призер чемпионата Испании: 1973/74

«Реал Мадрид»
- Чемпион Испании: 1974/75 , 1975/76 , 1977/78 , 1978/79 , 1979/80
- Обладатель кубка Испании: 1975 , 1980